# Motorový vůz M 130.4
Motorové vozy řady M 130.4 vyráběla v letech 1938 až 1942 Tatra Kopřivnice pro Československé státní dráhy (později Českomoravské dráhy). Jednalo se o lehké vozy klasické konstrukce určené pro regionální tratě. Řada M 130.4 byla podobná později vyráběným vozům řady M 131.1, tzv. „hurvínkům“.

## Konstrukce
Vozy řady M 130.4 byly dvounápravové s jednou hnací nápravou. Pohon zajišťoval benzínový šestiválcový motor, přenos výkonu na nápravu byl mechanický. Kostra vozové skříně byla dřevěná a vyztužená ocelovými úhelníky, z vnější strany byla pokryta plechem. Interiér vozu byl rozdělen na krajní nástupní prostory (v jednom byla umístěna kabina WC), které sloužily rovněž jak stanoviště strojvedoucího, a velkoprostorový oddíl pro cestující. Čela vozu byla průchozí.

## Vývoj, výroba a provoz
Vozy řady M 130.4 byly vyráběny ve třech sériích. První zahrnovala 12 vozů (M 130.401 až 412) a dokončena byla v roce 1938. V rámci druhé série bylo vyrobeno 10 vozů řady M 130.4, které byly dodány v následujícím roce. Posledních 6 kusů vzniklo až za války, v roce 1942.
Řada M 130.4 v provozu vydržela do roku 1956, vozy byly vyřazovány především v souvislosti s dodávkami modernějších vozů řady M 131.1. Některé však byly přestavěny na přípojné osobní vozy řady Blm a na místních drahách jezdily dál.